# Estadio Xalapeño

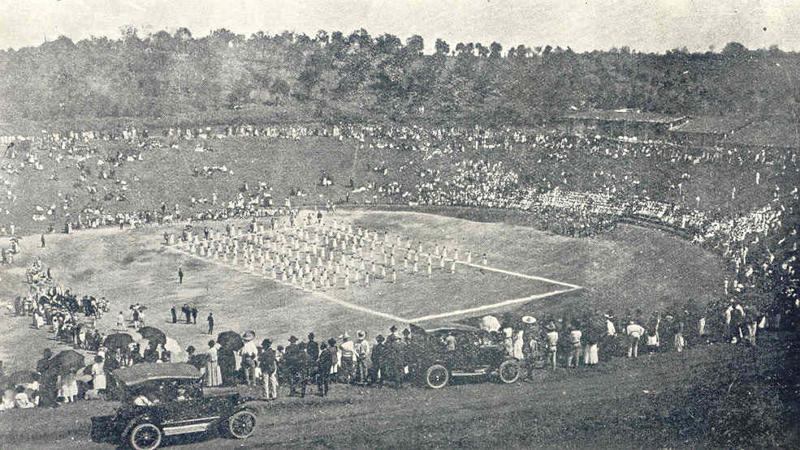
El Stadium de Jalapa en 1922, Libro Azul de Veracruz (1923), p 181

El Estadio Xalapeño se ubica unas pocas cuadras hacia el sur del centro de la ciudad de Xalapa, Veracruz, a la vista desde las terrazas del Parque Juárez. Es el más grande de las ciudad y el segundo más grande del Estado.

## Ubicación
En una hondonada, al sur de la ciudad, a la vista desde las terrazas del Parque Juárez.
Coordenadas: 19°31′11″N 96°55′08″O / 19.51972, -96.91889

## Inicios
El lugar fue identificado por William K. Boone (1875-1944), presidente de la Cámara Nacional de Comercio de Xalapa (1921-1922), como un sitio natural para este fin, como tantos siglos atrás lo fueron el estadio de Olimpia y diversos teatros de la antigua Grecia. Era un pantano conocido como la "Ciénega de Melgarejo" que fue drenado y rellenado bajo la dirección de la Cámara Nacional de Comercio de Xalapa, con la colaboración de mano de obra de la Jalapa Railroad & Power Company (JRR&PC) --que operaba la planta hidroeléctrica de Texolo y el ferrocarril Jalapa-Teocelo (conocido coloquialmente como "El Piojito") -- "con lo que además destruímos una incubadora de mosquitos", según relata al final un artículo sobre el camino al cerro Macuiltépec, publicado por la revista Popular Mechanics en abril de 1923.
- Boone, William Kenneth (1923). «Caminos gemelos en espiral al cráter de un volcán». Contrapunto 12 Vol. 4 (Sep-Dic 2009). Editora de Gobierno del Estado de Veracruz, pp. 36-42. Archivado desde el original el 10 de octubre de 2010. (traducción del artículo "Twin Roads Spiral into Crater of Volcano", en Popular Mechanics Magazine, Chicago, Ill., Vol. 39, N° 4).

- Boone Canovas, Carmen (2009). «Macuiltépetl, un cerro con mucha historia que contar». Contrapunto 12 Vol. 4 (Sep-Dic 2009). Editora de Gobierno del Estado de Veracruz, pp. 43-53. Archivado desde el original el 10 de octubre de 2010.

- Bazarte Martínez, Alicia: Trazos de una vida, bosquejos de una Ciudad. El pintor Carlos Rivera y Xalapa. México, Instituto Politécnico Nacional / Gobierno del Estado de Veracruz, 2009 (p.173).

## Stadium Jalapeño (1922)
El Stadium Jalapeño fue inaugurado con unos juegos atléticos el viernes 5 de mayo de 1922. El presidente Álvaro Obregón y el gobernador Adalberto Tejeda no pudieron asistir; quien sí asistió fue el Dr. Francisco García Luna, presidente municipal.
El atleta más destacado de los juegos fue un joven de apellido Luengas. [cita requerida]
Como parte de los festejos de la semana, la Cámara de Comercio de Jalapa contrató al célebre cirquero del aire Frank Hawks quien el 7 de mayo de 1922 aterrizó en el estadio.
Fue el primer estadio público en México y el segundo en América Latina, después del privado que utilizó el Club Atlético River Plate de Buenos Aires, Argentina.

## Estadio Xalapeño (1925)
Bajo la dirección del ingeniero Modesto C. Rolland (Baja California Sur, 1881), se construyó en Xalapa el monumental estadio que fue inaugurado el 20 de septiembre de 1925, siendo gobernador el general Heriberto Jara Corona. Esta obra fue muy importante en su época, debido a que la construcción desde cero hasta la inauguración tardó 75 días aproximadamente, tiempo récord para la magnitud de tal obra.